# Hedwig von Anjou

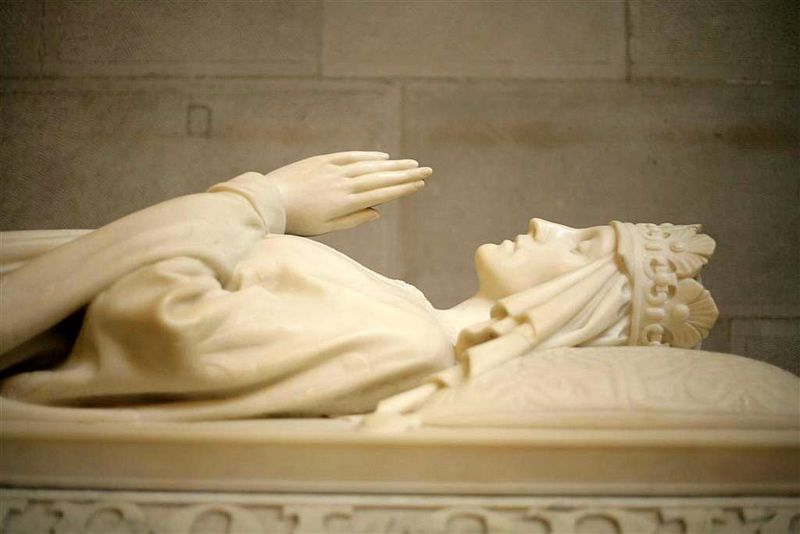
Grabmal

Hedwig von Anjou (auch heilige Hedwig von Polen, polnisch Jadwiga Andegaweńska, ungarisch Anjou Hedvig, lateinisch Hedvigis; * 1373 oder 1374 in Buda; † 17. Juli 1399 in Krakau) war ab 1384 Königin von Polen.
Sie war Tochter von Ludwig I., König von Polen, Ungarn und Kroatien aus dem Haus Anjou und dessen Gemahlin Elisabeth von Bosnien, Tochter des bosnischen Bans Stjepan II. Kotromanić und der Elisabeth von Kujawien. Durch Hedwigs Vermählung mit dem litauischen Großfürsten Jogaila 1386 gelang es, eine für Polen günstige politische Allianz mit dem Großfürstentum Litauen zu schmieden, die sogenannte Union von Krewo. Jogaila trat zum Christentum über; Litauen wurde christlich.
Am 22. Mai 1399 gebar Hedwig ein Mädchen, das Elizabeth Bonifacia (polnisch Elżbieta Bonifacja) genannt wurde. Das Kind starb am 13. Juli 1399, vier Tage vor seiner Mutter.
1997 wurde Hedwig heiliggesprochen.

## Königliche Titulatur

Künstlerische Nachbildung Hedwigs Wappen

- Titulatur auf Latein: Hedvigis dei gracia Rex Polonie, necnon terrarum Cracovie, Sandomirie, Syradie, Lancicie, Cuyavie, Pomeranieque domina et heres.
- Übersetzung auf Deutsch: Hedwig durch Gottes Gnade König von Polen, ebenso Herrin und Erbin der Länder von Krakau, Sandomir, Sieradz, Łęczyca, Kujawien und Pommern.

Hedwigs offizieller Titel de jure war, wie auch der von Anna Jagiellonica, tatsächlich Król Jadwiga (lat. Hedvigis Dei Gracia Rex Poloniae), das heißt „König Hedwig“, da sie im Eigenen Recht Herrscherin des Königreichs war und man keine weibliche Thronfolge in Polen kannte. Alle gekrönten Herrscher Polens, die im Eigenen Recht Herrscher Polens waren, trugen diesen Titel ohne Rücksicht auf das Geschlecht. Die Gemahlinnen der Könige, die erst durch Heirat Königin von Polen wurden, bekamen den offiziellen Titel Królowa (lat. Regina Poloniae).
Auch die Muttergottes trägt seit 1656 den Titel „Königin“ (regina) von Polen – als Folge des offiziellen Bekenntnisses zum Katholizismus als Staatsreligion durch König Johann II. Kasimir im Lemberger Eid.

## Leben
Nach dem Tod Kasimirs des Großen, des letzten Monarchen Polens aus der Piastendynastie in der königlichen Linie, wurde Polen ab 1370 von dessen Neffen, dem ungarischen König Ludwig I. von Anjou, in Personalunion regiert.
Dessen Nachfolge war problematisch, da er zwei Töchter, aber keinen Sohn hatte. Er hatte daher im Kaschauer Privileg vom 17. September 1374 gegen wesentliche Konzessionen die Zusicherung der polnischen Barone erlangt, dass eine seiner Töchter ihm in Polen auf den Thron folgen würde. Kurz bevor Ludwig I. 1382 starb, ernannte er einseitig seine ältere Tochter, die zwölfjährige Maria, zur Regentin. Doch nach der Herrschaft Ludwigs I., der zumeist abwesend war und sich in Polen regelmäßig durch Regenten vertreten ließ, war man in Polen mit einem immer wieder abwesenden Staatsoberhaupt nicht einverstanden. Zusätzlich erhob sich ein heftiger Widerstand des polnischen Adels gegen Marias 14-jährigen Verlobten Sigismund von Luxemburg.
In der Folge kam es fast zum Bürgerkrieg, da der Adel von Großpolen die ältere Tochter Maria unterstützte und diese drängte, die Macht zu übernehmen, eine andere Adelsgruppe hingegen in Sieradz den Piastenherzog Ziemowit IV. von Masowien (* 1353/56; † 1426) zum König wählte, während die Barone von Kleinpolen versuchten, einen Kompromiss zu erreichen.
Erst nach längerem Streit kam es Ende 1383 auf Vermittlung Jaskos von Teczyn, des Kastellans von Wójnik, bei einer zweiten Versammlung in Sieradz zu einer Einigung, wonach nicht Maria, sondern die jüngere Tochter Hedwig, die mit Herzog Wilhelm von Österreich (* um 1370, † 1406) verlobt war, zur Herrscherin von Polen gewählt werden sollte, dies allerdings unter der Bedingung, dass die Union mit Ungarn beendet würde. Maria sollte dafür die Königskrone von Ungarn erhalten. Trotzdem kam es noch 1384 zu blutigen Kämpfen mit den Vertretern der unterlegenen Thronkandidaten.
Hedwig kam daraufhin nach Krakau und wurde dort am 15. Oktober 1384 im Alter von elf Jahren als Jadwiga zum „König“ von Polen gekrönt.  Ihr Verlöbnis mit Herzog Wilhelm von Österreich wurde nach der Bewilligung des Papstes Bonifatius IX. gegen eine Entschädigung von 200.000 Florinen aufgelöst.
Zwei Jahre später wurde die nunmehr 13-jährige Königin im Rahmen der Union von Krewo mit dem litauischen Großfürsten Jogaila vermählt, um eine für Polen günstigere politische Allianz zu schmieden. Die Heirat mit Wilhelm hätte dagegen die Macht der damals erst aufstrebenden Habsburger nach Ostmitteleuropa ausgedehnt. Sie akzeptierten zwar die gewaltige Entschädigung, fühlten sich aber trotzdem brüskiert. Dieser Vorgang führte dazu, dass die Habsburger jahrhundertelang die von Polen angestrebte Selig- und Heiligsprechung Hedwigs verhinderten. Wien argumentierte, dass zwischen beiden Kindern bereits 1378 vom Erzbischof von Gran eine Ehe, eine sogenannte sponsalia de futuro, geschlossen wurde, Krakau wiederum, dass nach kanonischem Recht die Vermählung nicht rechtskräftig ist, solange sie nicht im Erwachsenenalter vollzogen wird.
Zu diesem Zeitpunkt befand sich der Deutsche Orden auf dem Höhepunkt seiner Machtentfaltung und bedrohte mit seinem Expansionsdrange im Baltikum sowohl das Großfürstentum Litauen als auch das Königreich Polen. Bereits 1308 hatte der Orden das Herzogtum Pommerellen annektiert. Damit wurde Polen von den Handelswegen entlang der Ostsee abgeschnitten, was 1330 zum Krieg zwischen Polen und dem Orden führte. Die Auseinandersetzung endete 1343 mit dem Vertrag von Kalisch und polnischem Verzicht auf Pommerellen und das Kulmerland, was in Polen als Demütigung unvergessen blieb. Um die Verbindung von Hedwig mit Jogaila zu ermöglichen, ließ sich dieser taufen und das heidnisch gebliebene litauische Kernland christianisieren. So wurde das litauische Großreich, in dem tatsächlich mehr christlich-orthodoxe Ruthenen als Litauer lebten, in Personalunion mit der polnischen Krone vereinigt. Mit der Christianisierung Litauens war dem Ordensstaate die ideologische Grundlage für seine Kreuzzüge gegen die litauischen Heiden entzogen. Mit der Union Polen-Litauen erwuchs dem Deutschen Orden zudem ein mächtiger Gegner.
Nach anfänglichem Widerstande gegen die Vermählung mit dem deutlich älteren Jogaila fügte sich die junge Königin der Staatsräson. Dennoch galt diese Ehe als harmonisch, auch wenn sie über lange Zeit kinderlos blieb. Im März 1386 wurde Hedwig zusammen mit Jogaila – nunmehr Władysław II. Jagiełło genannt – wieder gekrönt. Somit teilten sich zwei rechtlich gleichgestellte und miteinander verheiratete Herrscher die Macht über Polen-Litauen.
Nach der Heirat widmete sich Hedwig verstärkt der Armen- und Altenpflege, wodurch sie beim Volke sehr beliebt wurde. Bis heute werden viele Legenden zu diesem Thema erzählt. Die junge Königin war auch sehr religiös und musikalisch begabt, beherrschte mehrere Sprachen und war für ihre Zeit sehr gebildet, da sie schon seit früher Jugend auf ihre herausragende Rolle vorbereitet worden war. Sie war sehr groß (ca. 180 cm), vermutlich dunkelblond und galt als besonders anmutig und vornehm.

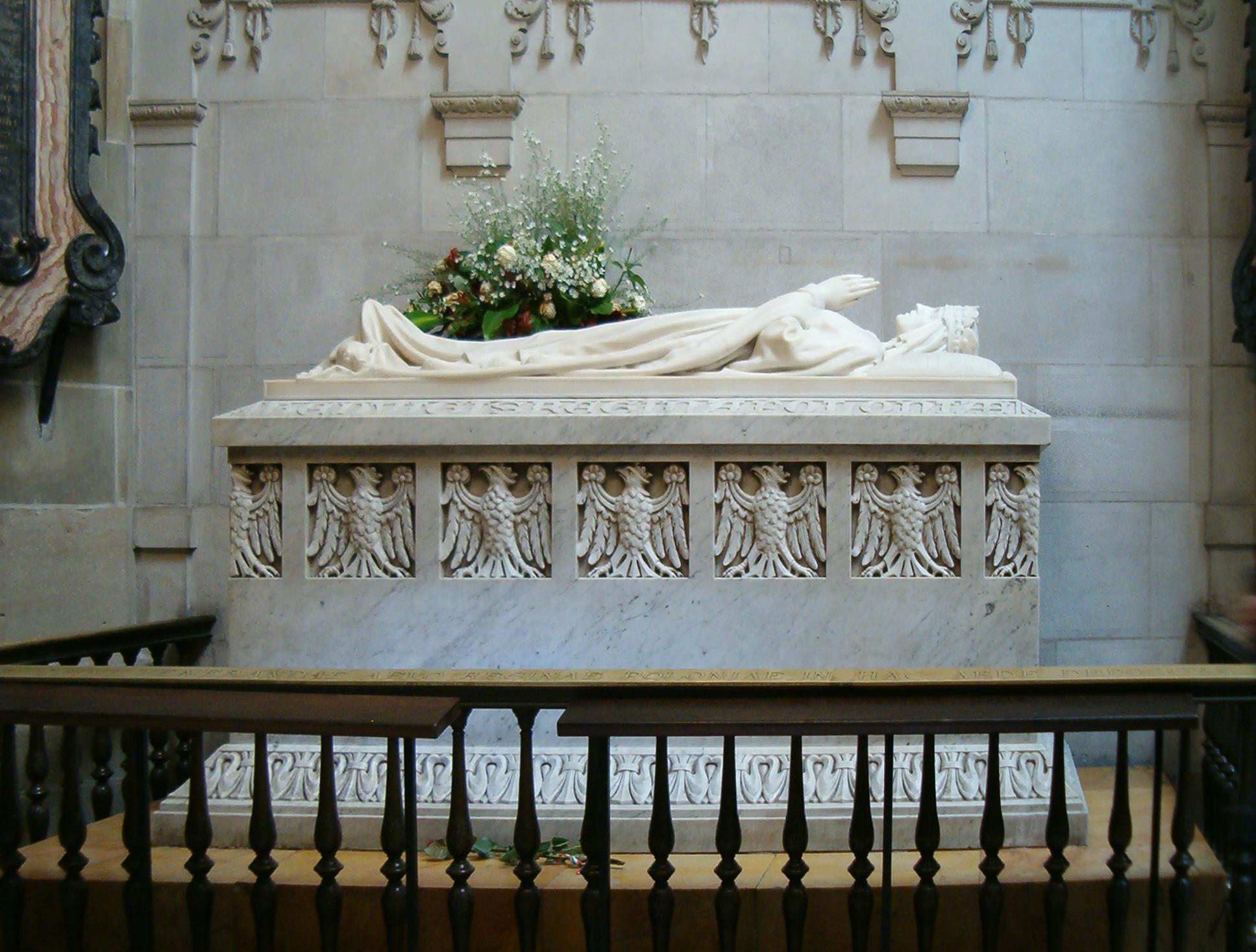
Hochgrab der heiligen Hedwig im Königsdom auf dem Wawel.

Hedwig starb am 17. Juli 1399 im Wochenbett nach der Geburt ihres ersten Kindes, das ebenfalls nicht überlebte. Jogaila verblieb als Alleinherrscher auf dem polnischen Thron und wurde über seine Söhne aus einer späteren Ehe Stammvater der Jagiellonenkönige. 
Ihr Privatvermögen vermachte die Königin testamentarisch der bereits 1364 gegründeten Krakauer Akademie (heute Jagiellonen-Universität), einer der ältesten Universitäten in Europa.

## Nachleben
Königin Hedwig ist im polnischen Nationalbewusstsein sehr präsent und bleibt bis heute, nach über 600 Jahren, unvergessen. Sie ruht im Kirchenschiff der Wawel-Kathedrale zu Krakau. Am 8. August 1986 seliggesprochen, wurde sie am 8. Juni 1997 von Papst Johannes Paul II. in Krakau heiliggesprochen.
Keine zeitgenössische Abbildung von Hedwig ist erhalten geblieben. Bei ihrer Umbettung 1887 wurden jedoch ihr Skelett und Schädel von drei Gerichtsmedizinern gründlich untersucht. Der anwesende Maler Jan Matejko fertigte zahlreiche Skizzen an, auf deren Grundlage er dann ein Porträt von Hedwig zeichnete. Die erneute Untersuchung der königlichen Überreste im Jahr 1949 bestätigte diese Ergebnisse.

## Galerie

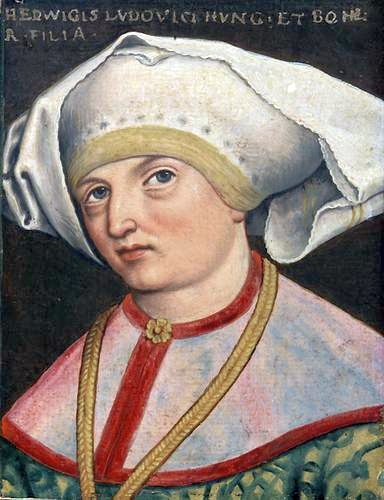
Anonymes Porträt der Königin aus dem 15. Jahrhundert (kein Nachweis).
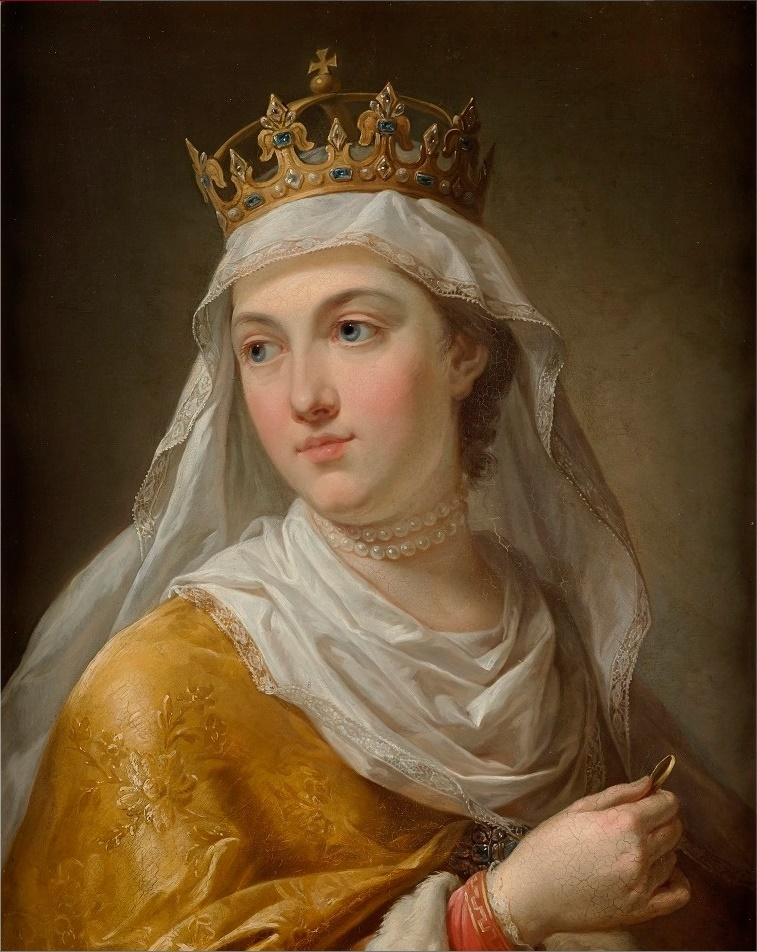
Königin Jadwiga nach Gefolge der polnischen Könige von Marcello Bacciarelli (1771).
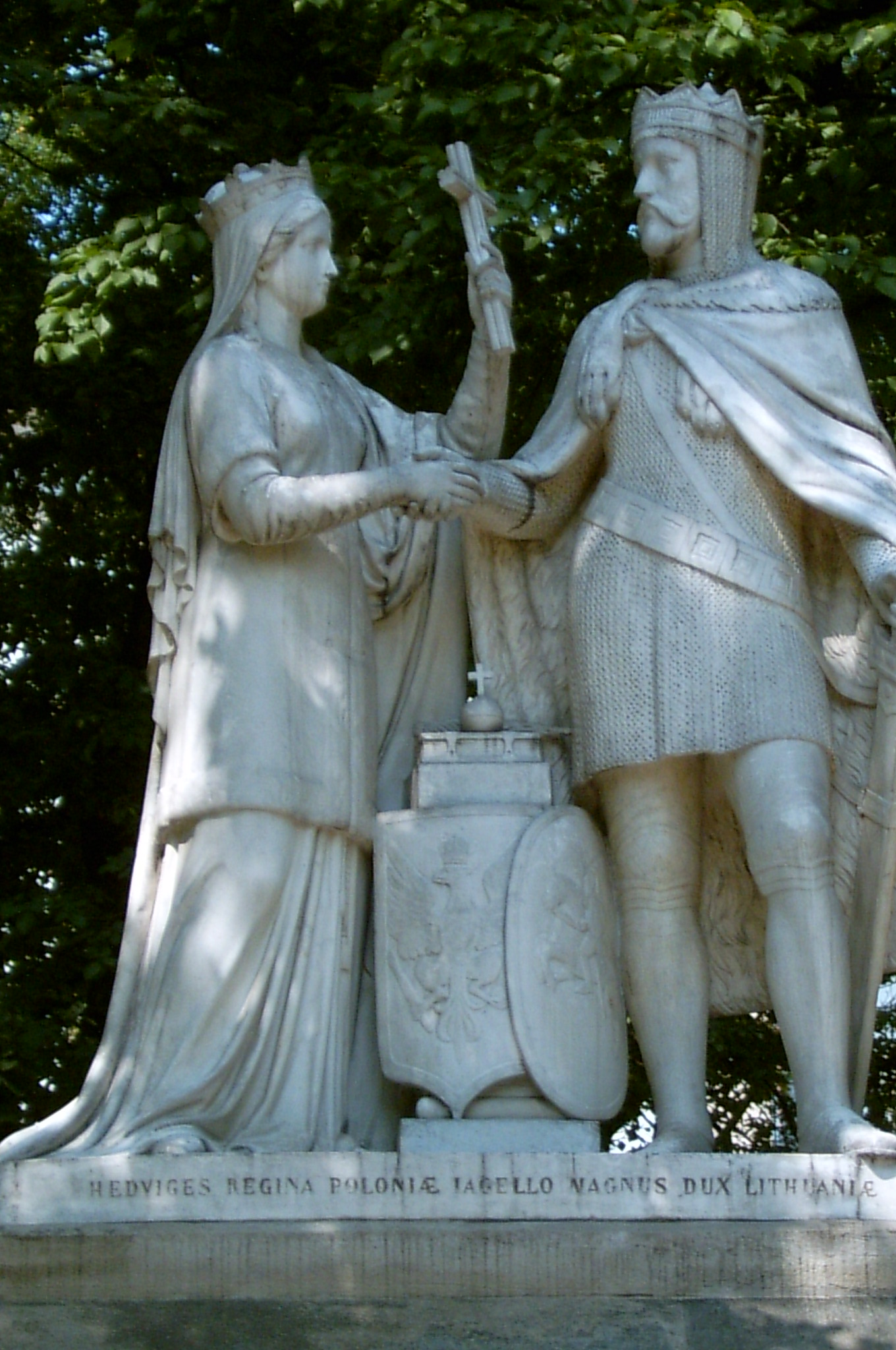
Krakauer Denkmal für Königin Jadwiga und König Jagiello aus dem Jahr 1786.
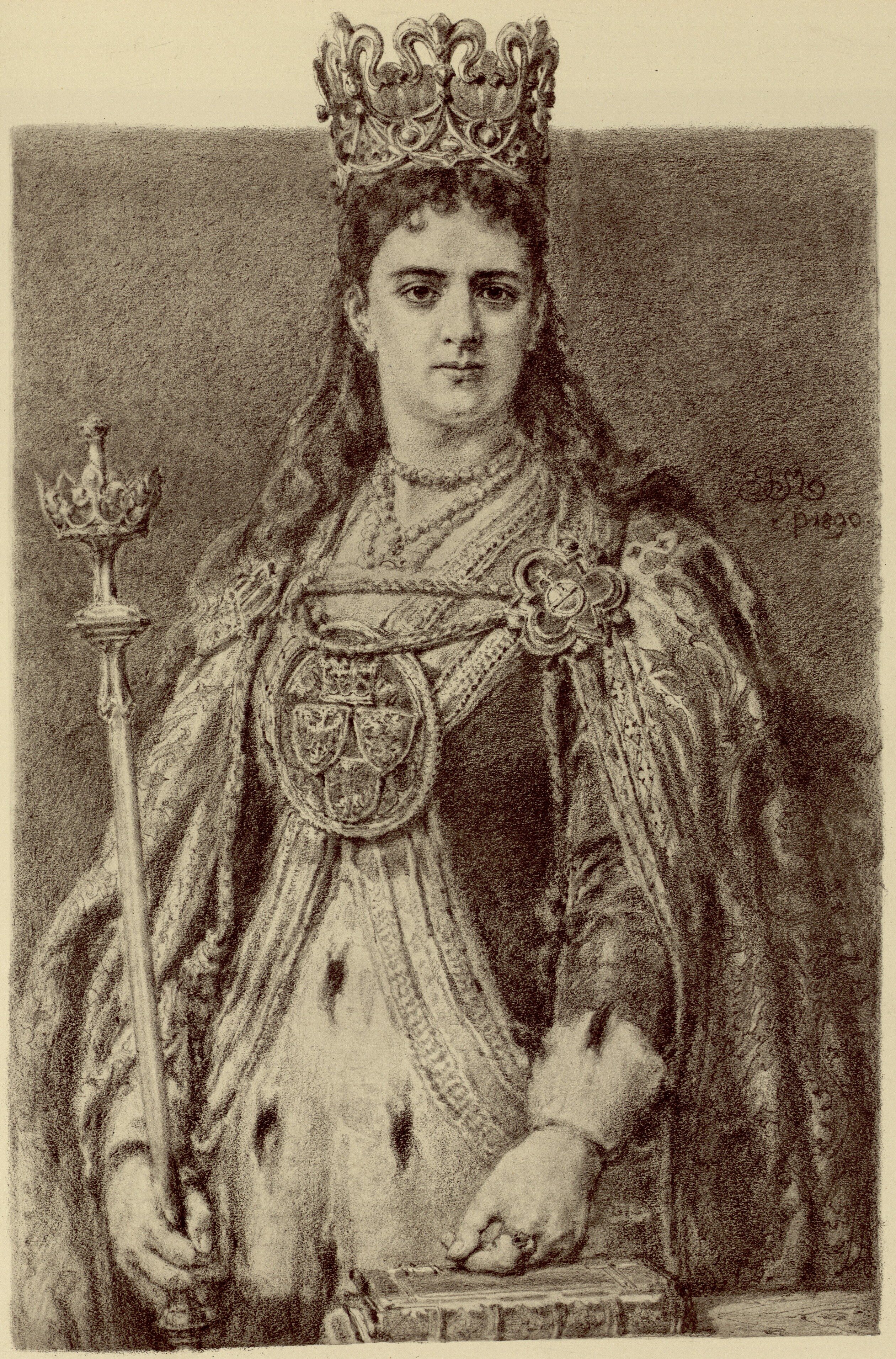
Königin Jadwiga nach Jan Matejko aus seinem 1892 erschienenen Portfolio Poczet królów i książąt polskich („Gefolge der polnischen Könige und Fürsten“).
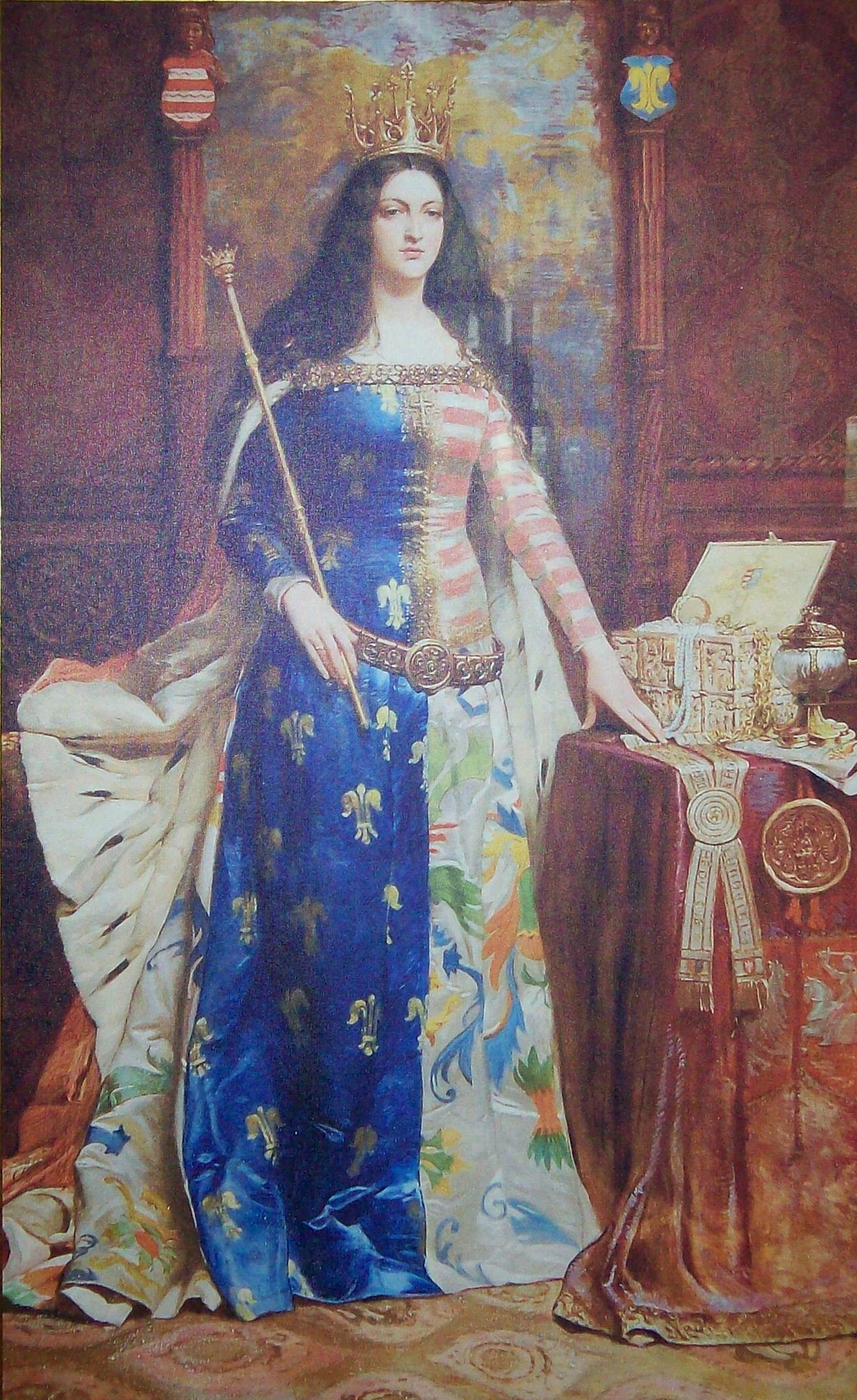
Königin Hedwig nach Antoni Piotrowski (1900).
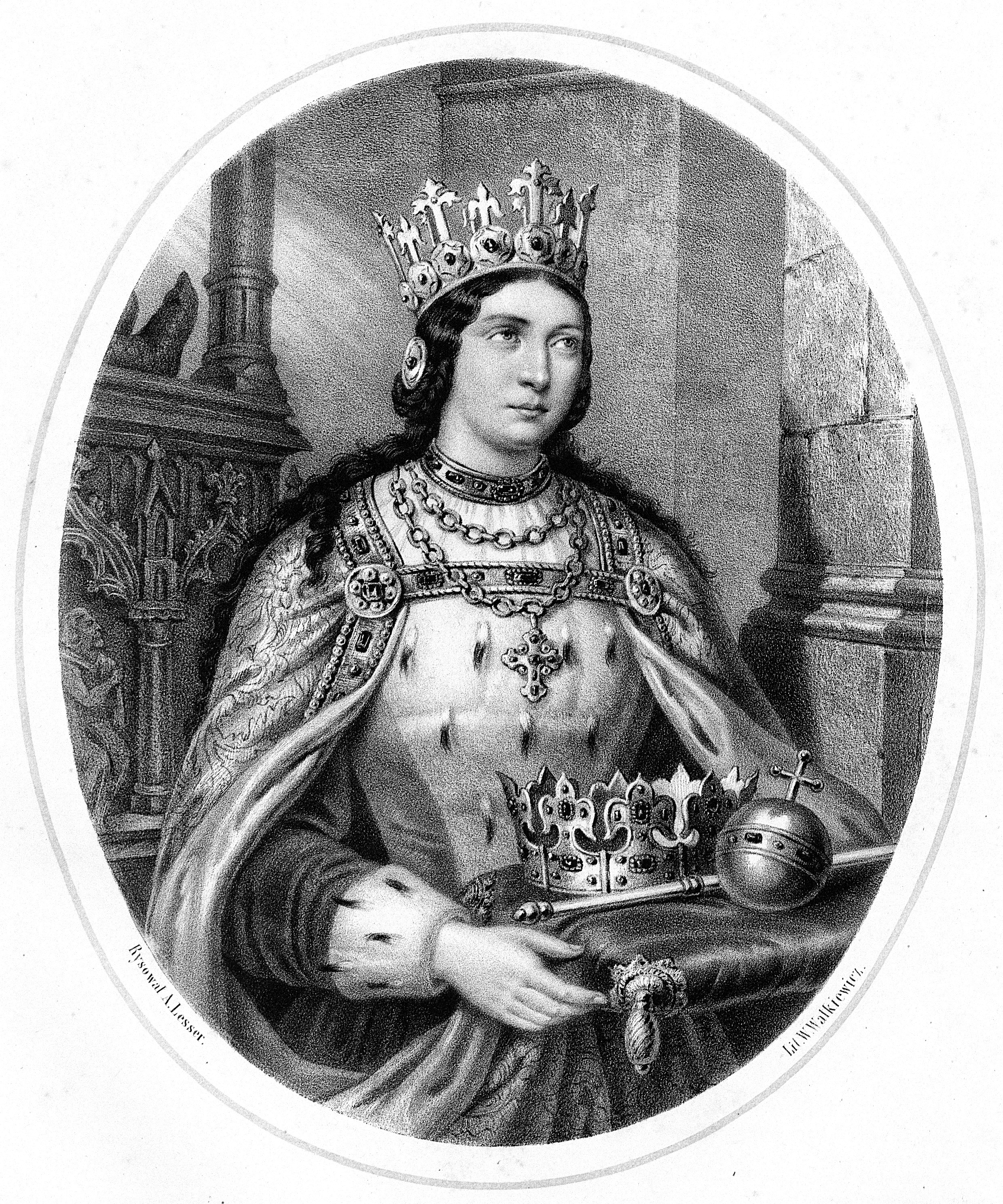
Hedwig von Anjou nach einer Phantasiedarstellung von Aleksander Lesser

## Vorfahren
|  |                                                      |  |  |  |  |  |  |  |  |  |  |  |  |
|  | Karl Martell (1271–1295), Titularkönig von Ungarn    |  |  |  |  |  |  |  |  |  |  |  |  |
|  |                                                      |  |  |  |  |  |  |  |  |  |  |  |  |
|  |                                                      |  |  |  |  |  |  |  |  |  |  |  |  |
|  | Karl I. Robert (1288–1342), König von Ungarn         |  |  |  |  |  |  |  |  |  |  |  |  |
|  |                                                      |  |  |  |  |  |  |  |  |  |  |  |  |
|  |                                                      |  |  |  |  |  |  |  |  |  |  |  |  |
|  | Klementia von Habsburg (Österreich)                  |  |  |  |  |  |  |  |  |  |  |  |  |
|  |                                                      |  |  |  |  |  |  |  |  |  |  |  |  |
|  |                                                      |  |  |  |  |  |  |  |  |  |  |  |  |
|  | Ludwig I. (1326–1382), König von Ungarn und Polen    |  |  |  |  |  |  |  |  |  |  |  |  |
|  |                                                      |  |  |  |  |  |  |  |  |  |  |  |  |
|  |                                                      |  |  |  |  |  |  |  |  |  |  |  |  |
|  | Władysław I. Ellenlang (1260–1333), König von Polen  |  |  |  |  |  |  |  |  |  |  |  |  |
|  |                                                      |  |  |  |  |  |  |  |  |  |  |  |  |
|  |                                                      |  |  |  |  |  |  |  |  |  |  |  |  |
|  | Elisabeth von Polen (1305–1380)                      |  |  |  |  |  |  |  |  |  |  |  |  |
|  |                                                      |  |  |  |  |  |  |  |  |  |  |  |  |
|  |                                                      |  |  |  |  |  |  |  |  |  |  |  |  |
|  | Hedwig von Kalisch (1266–1339)                       |  |  |  |  |  |  |  |  |  |  |  |  |
|  |                                                      |  |  |  |  |  |  |  |  |  |  |  |  |
|  |                                                      |  |  |  |  |  |  |  |  |  |  |  |  |
|  | Hedwig von Polen (1373–1399)                         |  |  |  |  |  |  |  |  |  |  |  |  |
|  |                                                      |  |  |  |  |  |  |  |  |  |  |  |  |
|  |                                                      |  |  |  |  |  |  |  |  |  |  |  |  |
|  | Stjepan I. Kotromanić (1242–1314), Fürst von Bosnien |  |  |  |  |  |  |  |  |  |  |  |  |
|  |                                                      |  |  |  |  |  |  |  |  |  |  |  |  |
|  |                                                      |  |  |  |  |  |  |  |  |  |  |  |  |
|  | Stjepan II. Kotromanić (1292–1353)                   |  |  |  |  |  |  |  |  |  |  |  |  |
|  |                                                      |  |  |  |  |  |  |  |  |  |  |  |  |
|  |                                                      |  |  |  |  |  |  |  |  |  |  |  |  |
|  | Elisabeth von Serbien (1265–1331)                    |  |  |  |  |  |  |  |  |  |  |  |  |
|  |                                                      |  |  |  |  |  |  |  |  |  |  |  |  |
|  |                                                      |  |  |  |  |  |  |  |  |  |  |  |  |
|  | Elisabeth von Bosnien (1340–1387)                    |  |  |  |  |  |  |  |  |  |  |  |  |
|  |                                                      |  |  |  |  |  |  |  |  |  |  |  |  |
|  |                                                      |  |  |  |  |  |  |  |  |  |  |  |  |
|  | Kasimir III. von Kujawien (1280–1347)                |  |  |  |  |  |  |  |  |  |  |  |  |
|  |                                                      |  |  |  |  |  |  |  |  |  |  |  |  |
|  |                                                      |  |  |  |  |  |  |  |  |  |  |  |  |
|  | Elisabeth von Kujawien (Polen) (1315–1373)           |  |  |  |  |  |  |  |  |  |  |  |  |
|  |                                                      |  |  |  |  |  |  |  |  |  |  |  |  |
|  |                                                      |  |  |  |  |  |  |  |  |  |  |  |  |
|  | NN                                                   |  |  |  |  |  |  |  |  |  |  |  |  |
|  |                                                      |  |  |  |  |  |  |  |  |  |  |  |  |
|  |                                                      |  |  |  |  |  |  |  |  |  |  |  |  |

## Belletristik
- Josephine von Kviatovska: Hedwiga und Cimburgis oder die starken Frauen. Ein historischer Roman aus dem 14. Jahrhundert. Wien: Mausberger 1820
- James A. Michener: Mazurka. 1983 (englischer Originaltitel: Poland)